# Nissan Pulsar
De Nissan Pulsar was een compacte middenklasser van het Japanse automerk Nissan die tussen 2014 en 2018 werd geproduceerd. Het is de opvolger van de Nissan Almera die in 2007 uit productie ging. Dat maakte Nissans terugkeer naar het Europese C-segment. Het motorenaanbod bestond uit een 1,2l of 1,6l turbomotor met CVT. Door tegenvallende verkoopcijfers wist de Pulsar nooit het succes te bereiken van concurrenten zoals de Toyota Corolla en Peugeot 308. Nissan hoopte 64.000 auto's per jaar te produceren, maar in plaats werden 24.000 ongeveer verkocht. Nissan besloot de productie in 2018 stop te zetten.
Huidige modellen Europa:
370Z ·
Ariya ·
Cabstar ·
Cube ·
GT-R ·
Interstar ·
Juke ·
Leaf ·
Micra ·
Murano ·
Navara ·
Note ·
NV200 ·
NV300 ·
NV400 ·
Pathfinder ·
Primastar ·
Qashqai ·
Townstar ·
X-Trail

Huidige modellen internationaal:
Altima ·
Armada ·
Bluebird ·
Caravan ·
Elgrand ·
Fuga ·
Maxima ·
NV ·
Patrol ·
Rogue ·
Sentra ·
Serena ·
Skyline ·
Skyline ·
Skyline Crossover ·
Sunny ·
Teana ·
Tiida ·
Titan ·
Xterra

Concepten:
Forum ·
Jikoo ·
Pivo ·
Urge

Uit productie:
100NX ·
200SX ·
300ZX ·
350Z ·
Almera ·
Almera Tino ·
Bluebird ·
Cedric ·
Cherry ·
Cima ·
Gloria ·
Kubistar ·
Laurel ·
Pixo ·
Prairie ·
Primera ·
Pulsar ·
Silvia ·
Stanza ·
Terrano ·
Vanette